# ACS Sustainable Chemistry & Engineering
ACS Sustainable Chemistry & Engineering — щотижневий рецензований науковий журнал, який видає Американське хімічне товариство. 
Журнал публікує статті з дослідженнями у галузях стійкої хімії, зеленої (екологічної) хімії, екологічної техніки, альтернативної енергетики та оцінки життєвого циклу. Відповідно до Journal Citation Reports, журнал у 2021 році мав імпакт-фактор 9,224. 
У 2022 році головним редактором журналу став Девід Т. Аллен (Техаський університет, Остін).

## Типи статей
Журнал публікує статті, короткі повідомлення та огляди літератури, присвячені проблемам сталого розвитку на хімічних виробництвах і просувають принципи екологічної хімії та екологічної техніки.